# Trichopelma insulanum
Trichopelma insulanum is een spinnensoort uit de familie vogelspinnen (Theraphosidae). De soort komt voor in Saint Thomas.